# Crema de frutas
La crema de frutas es un alimento elaborado a base de purés (cremogenados) de distintas frutas. Se puede elaborar a partir de muchos tipos de frutas, siempre que estén sanas, maduras y limpias.
Según el Código Alimentario Español, la crema de frutas es "el producto procedente de la molturación de frutas frescas, sanas, limpias y maduras que han sufrido una homogeneización posterior y que se conservan por procedimientos físicos"